# Nyaminkom
Nyaminkom ou Nyanenkoum est un village du Cameroun situé dans la région du Sud et le département de l'Océan. Il fait partie de la commune de Bipindi et se trouve à 86 km de Kribi.

## Population
En 1966, la population était de 93 habitants. Le village disposait avant 1966 d'une exploitation forestière. Lors du recensement de 2005, le village comptait 150 habitants dont 75 hommes et 75 femmes, principalement des Fangs.